# Rubin Colwill
Rubin Colwill, né le 27 avril 2002 à Neath au Pays de Galles, est un footballeur international gallois qui évolue au poste de milieu de terrain à Cardiff City.

## Biographie

### Carrière en club
Né à Neath au Pays de Galles, Rubin Colwill est formé par Cardiff City. En février 2021, il prolonge son contrat jusqu'en 2023 avec son club formateur. Il se fait notamment remarquer avec l'équipe des moins de 23 ans du club en mars 2021 en réalisant un triplé face aux jeunes du Wigan Athletic, contribuant ainsi à la victoire de son équipe par six à zéro. Alors qu'il vient tout juste d'intégrer l'équipe réserve lors de cette saison 2020-2021, il tape dans l'œil de Mick McCarthy, l'entraîneur de l'équipe première, impressionné par ses qualités et qui l'intègre aux séances des professionnels après l'avoir vu jouer.
McCarthy décide de lancer Colwill en professionnel, le jeune milieu de terrain joue alors son premier match le 13 février 2021, lors d'une rencontre de championnat face à Coventry City. Il entre en jeu à la place de Harry Wilson et son équipe s'impose par trois buts à un. Il connait sa première titularisation le 24 avril 2021 face au Wycombe Wanderers, en championnat. Titulaire au poste d'ailier droit ce jour-là, son équipe s'impose par deux buts à un et il est auteur d'une prestation convaincante en créant plusieurs occasions dangereuses.
Colwill inscrit ses deux premiers buts en professionnel lors du même match, le 12 septembre 2021, lors d'une rencontre de championnat face à Nottingham Forest. Entré en jeu, il permet à son équipe de s'imposer alors qu'elle était menée (1-2 score final),.

### En sélection
En mars 2021, il est appelé pour la première fois avec l'équipe du Pays de Galles espoirs. Le 26 mars 2021 il joue son premier match avec cette sélection contre l'Irlande. Il entre en jeu lors de cette rencontre perdue par les siens (1-2 score final).
En mai 2021, il est retenu dans l'équipe des 26 joueurs de l'équipe A pour participer à l'Euro 2020. Le 2 juin 2021, il honore sa première sélection avec le pays de Galles lors d'un match amical face à la France (défaite 3-0).
Le 29 mars 2022, Colwill inscrit son premier but en sélection face à la Tchéquie, en match amical. Il est titularisé et les deux équipes se neutralisent ce jour-là (1-1).
Le 9 novembre 2022, il est sélectionné par Rob Page pour participer à la Coupe du monde 2022.